# Retrato de Adeline Ravoux
El retrato de Adeline Ravoux es un retrato pintado en junio de 1890 por el pintor Vincent van Gogh de Adeline Ravoux, hija de los propietarios de la posada en Auvers-sur-Oise, cerca de París, donde pasó los últimos setenta días de su vida.
Con palabras corteses, convenció a la muchacha, tímida y retraída como se intuye en el retrato, de posar para él una tarde. De esa sesión salió esta magnífica obra que la muestra de perfil, mirando de reojo al espectador - probablemente no se fiaba demasiado del pintor, como casi todos - mientras juguetea con las manos, sobre un fondo oscuro del mismo azul que su vestido. Las tonalidades malvas dominan en contraste con el amarillo del cabello y las manos iluminadas, siguiendo la teoría de los colores complementarios. También son características del pintor los contornos destacados en negro, así como las pinceladas rápidas y espesas.
Vincent pensaba que tenía dieciséis años, pero en realidad tenía trece. Le agradeció el haberse estado muy quieta durante el posado. Además de esta obra firmada que dio a sus padres, también hizo dos versiones más: un dibujo similar coloreado, con el vestido en azul más claro, que envió a su hermano Theo van Gogh, y un retrato idealizado de Adeline, donde sobre ese fondo azul oscuro aparece su cabeza y busto de tres cuartos, con un vestido del mismo azul celeste que sus ojos, ya hecha una mujer. Tiene una expresión agresiva o infeliz, como si estuviera escuchando sobre ese futuro. A su derecha hay unas flores blancas y hojas verdes, que probablemente simbolicen su pureza e inocencia o, tal vez, su futuro ramo de novia en el matrimonio.

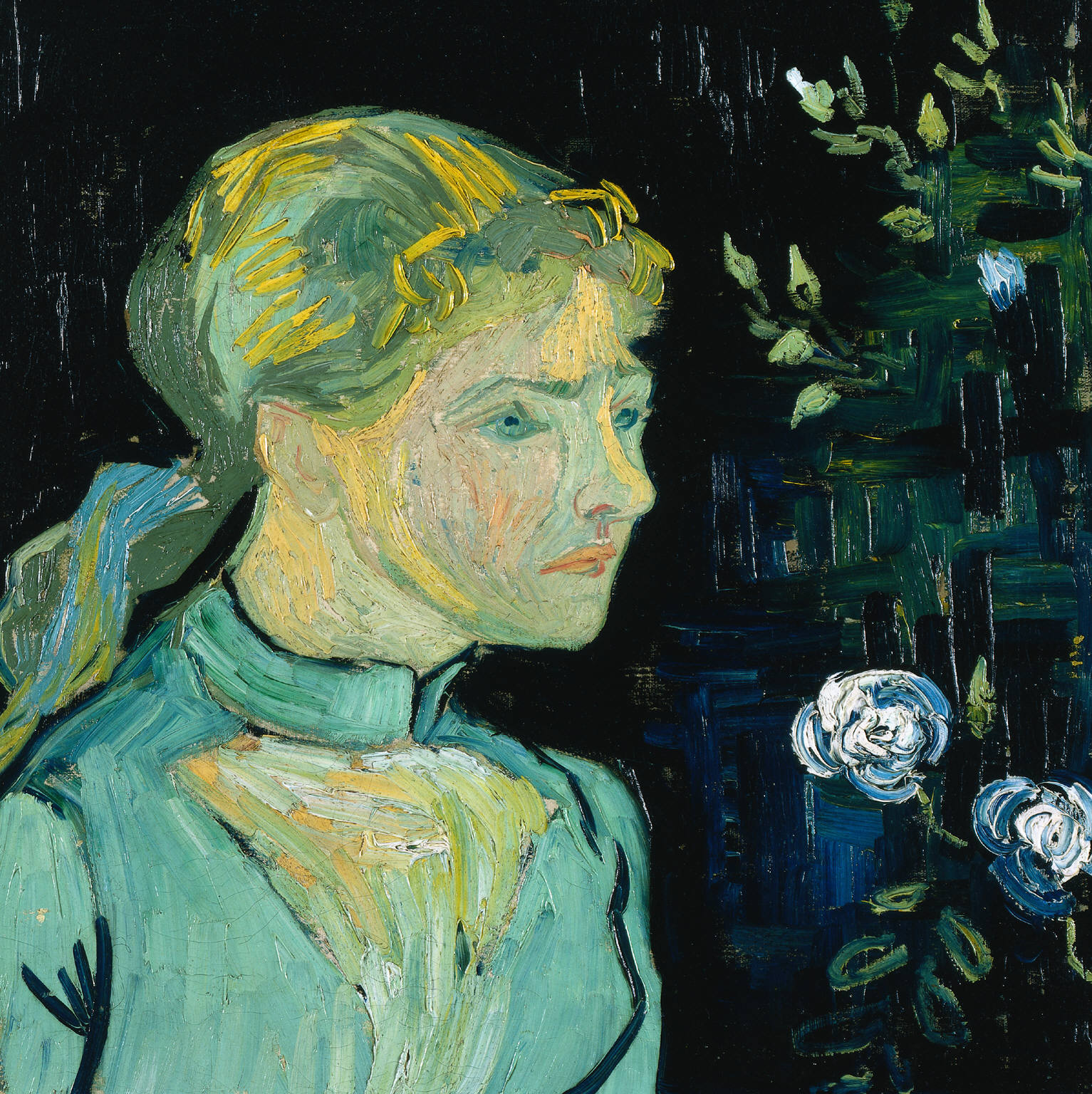
El retrato simbólico de Adeline Ravoux; 50,2 cm x 50,5 cm, Museo de Arte de Cleveland.